# Episodi di The Rain (seconda stagione)
La seconda stagione della serie televisiva The Rain, composta da 6 episodi, è stata interamente pubblicata a livello internazionale su Netflix il 17 maggio 2019.
| nº | Titolo originale        | Titolo italiano                  | Pubblicazione Danimarca | Pubblicazione Italia |
| -- | ----------------------- | -------------------------------- | ----------------------- | -------------------- |
| 1  | Avoid Contact           | Evitare il contatto              | 17 maggio 2019          | 17 maggio 2019       |
| 2  | The Truth Hurts         | La verità fa male                | 17 maggio 2019          | 17 maggio 2019       |
| 3  | Stay in Control         | Mantenere il controllo           | 17 maggio 2019          | 17 maggio 2019       |
| 4  | Save Yourself           | Si salvi chi può                 | 17 maggio 2019          | 17 maggio 2019       |
| 5  | Keep It Together        | Restate calmi                    | 17 maggio 2019          | 17 maggio 2019       |
| 6  | Survival of the Fittest | Solo i più forti sopravviveranno | 17 maggio 2019          | 17 maggio 2019       |

## Evitare il contatto
- Titolo originale: Avoid Contact

### Trama
In fuga dai soldati dell'Apollon, il gruppo segue una serie di coordinate verso una base dove gli scienziati ribelli stanno cercando di creare un vaccino contro il virus.

## La verità fa male
- Titolo originale: The Truth Hurts

### Trama
Martin parte con Simone alla ricerca del computer di suo padre. Alla base, Patrick scopre una stanza segreta piena di dispositivi.

## Mantenere il controllo
- Titolo originale: Stay in Control

### Trama
Mentre l'Apollon circonda la base, Simone fa di tutto per trovare la cura. Rasmus incontra Sarah, la sorella dello scienziato ucciso involontariamente da Rasmus, e i due, in seguito ad un lungo periodo di turbolenze, instaurano un rapporto più forte dell'amicizia.

## Si salvi chi può
- Titolo originale: Save Yourself

## Restate calmi
- Titolo originale: Keep It Together
- Diretto da:
- Scritto da:

## Solo i più forti sopravviveranno
- Titolo originale: Survival of the Fittest
- Diretto da:
- Scritto da: